# Авиационный пулемёт

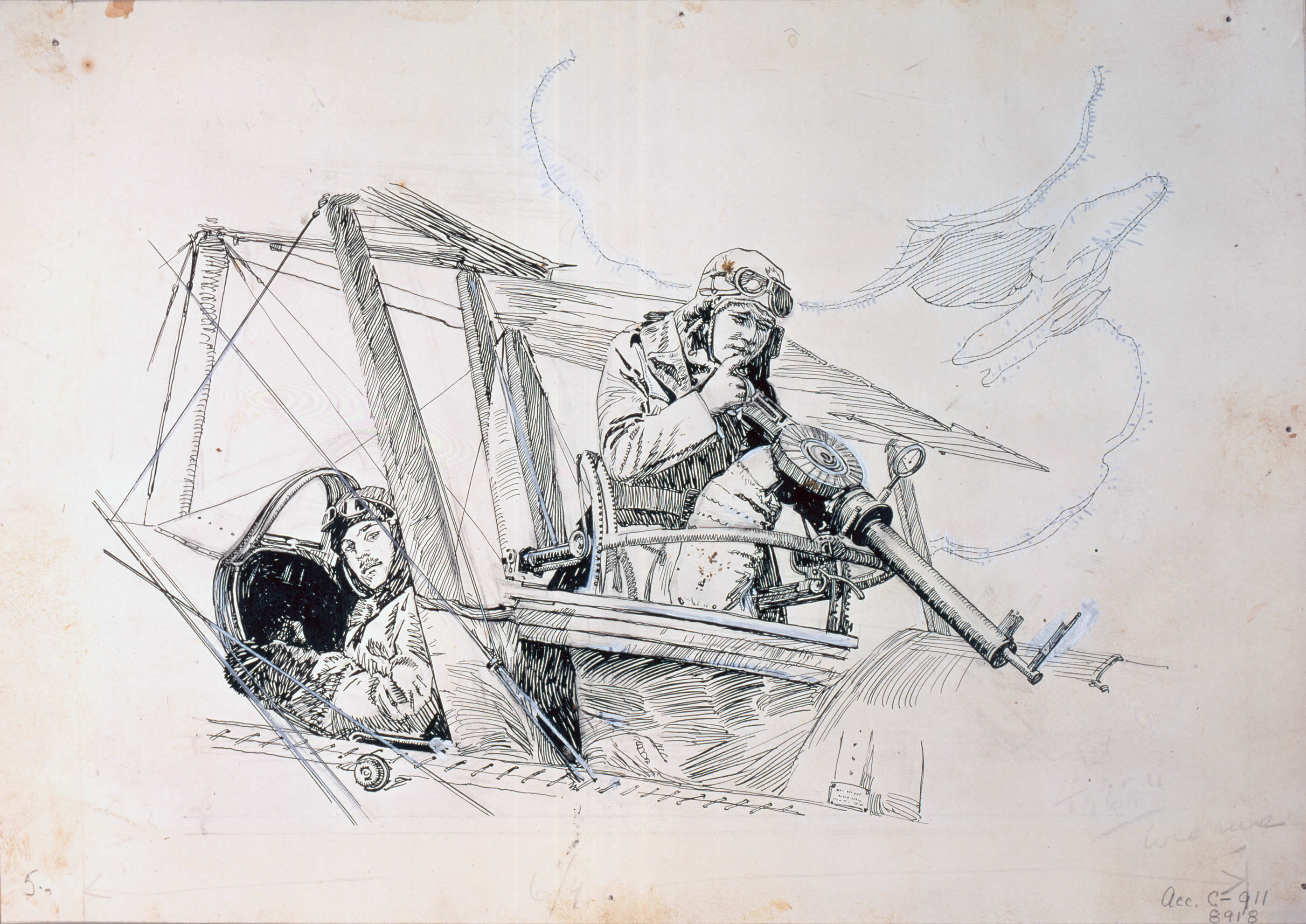
Пулемёт установленный в кабине аэроплана.

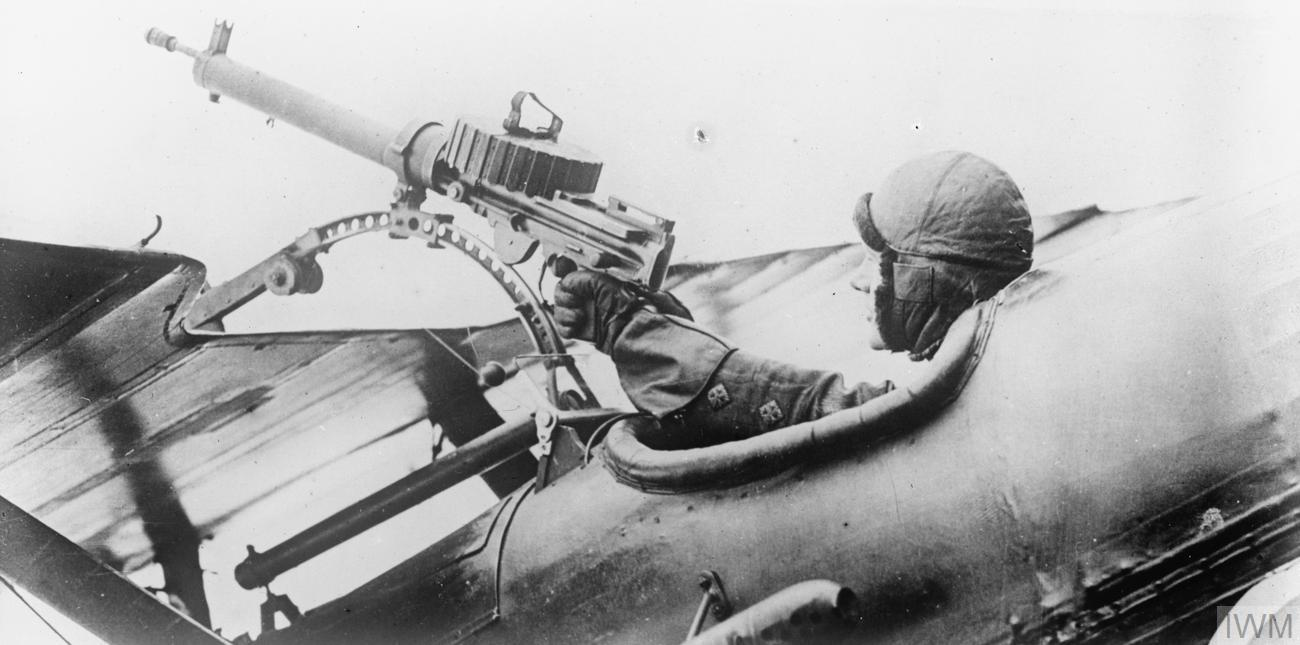
Пулемёт Льюиса над верхней плоскостью S.E.5.

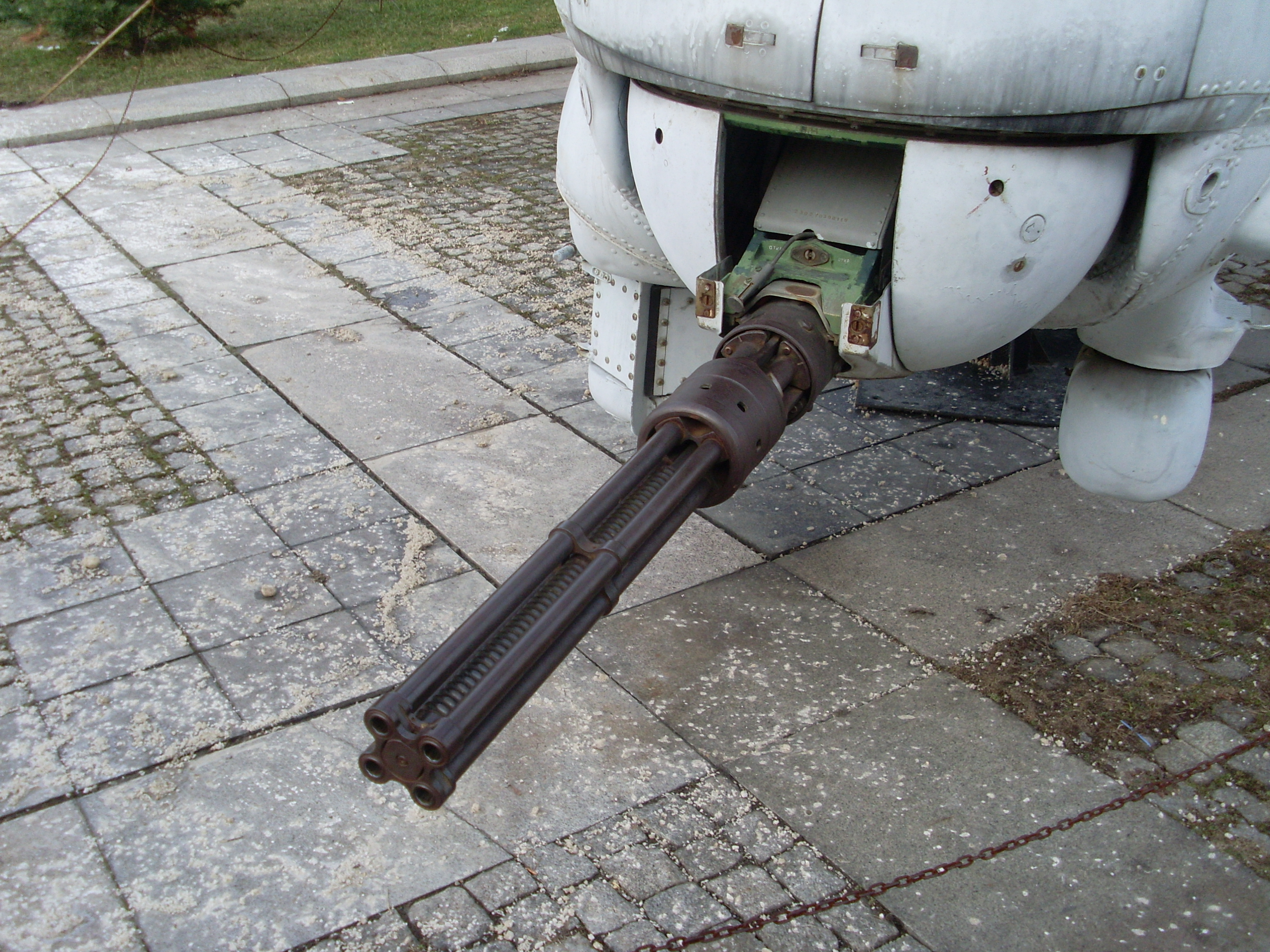
ЯкБ-12,7 на Ми-24 в Национальном историческом музее Болгарии.

Авиацио́нный пулемёт (авиапулемёт) — вид пулемётов, устанавливаемых на летательных аппаратах (боевых самолётах, вертолётах, автожирах и других).

## Разновидности
Авиационные пулемёты имеют несколько разновидностей — турельные, синхронные, крыльевые и другие: 
- турельный — устанавливаемый в турельной установке;
- крыльевой — устанавливаемый в крыльях самолёта; иногда — в подвесных контейнерах под крыльями;
- хвостовой (кормовой) — устанавливаемый в хвосте самолёта, для защиты задней полусферы;
- синхронный — устанавливаемый на фюзеляже самолёта и стреляющий вперёд через винт, при помощи синхронизатора.

## История
Исторически первыми вооружениями в авиации, применяемыми в боевой обстановке, стали револьверы, пистолеты (личное оружие пилотов и пилотов-наблюдателей), позже, скорострельные пушки («Илья Муромец»), пулемёты, флешетты, бомбы. Так, во время Империалистической войны для бомбардировок применялись дирижабли и аэропланы. 
В 1913 году немецким инженером Ф. Шнейдером была запатентована первая в мире схема пулемётного синхронизатора — устройства, позволяющего устанавливать пулемёт позади воздушного винта аэроплана и стрелять через вращающийся винт без риска повредить его. 
В Российской империи первым русским самолётом-истребителем стал С-16 (1915 год), вооруженный синхронным пулемётом, стреляющим вперёд и оборонительным пулемётом, стреляющим назад. А первыми авиапулемётами в России были пулемёт ДА конструкции В. А Дектярёва и ПВ-1 — переделка пулемёта «Максим» конструкции А. В. Надашкевича. Позже в Союзе ССР им на смену пришёл пулемёт ШКАС, в 1932 году.
Некоторые русские бомбардировщики С-22 или «Илья Муромец» имели до восьми оборонительных пулемётов, и мог брать на борт до 500 килограмм бомб.
Авиационные пулемёты стали первым вооружением истребителей и начали применяться в Первой мировой войне. Как правило были созданы на базе существующих станковых пулемётов.
Первый советский авиационный пулемёт — ПВ-1.
Широко применялись в ходе Второй мировой войны, после неё вышли из употребления в истребительной авиации из-за внедрения скорострельных малокалиберных пушек. 
Авиационные пулемёты начали употребляться в многоствольных вариантах (ГШГ, ЯкБ-12,7, GAU-19) на ударных вертолётах типа Ми-24, однако и там стали вытесняться в 1990-х гг. пушечным вооружением. 
В начале XXI века авиационные пулемёты применяются на лёгких десантных вертолётах в специальных гондолах либо в подвесном виде (Ка-29, OH-58 Kiowa).

## Примеры
Ниже представлены (не все) модели авиапулемётов: 
- ПВ-1
- ШКАС
- УБ (Универсальный пулемёт Березина)
- Авиационный пулемет Федорова
- ГШГ
- Breda-SAFAT
- MG-15
- MG-17
- MG-81
- MG-131
- Тип 92
- и другие.